# Stentinello-Kultur

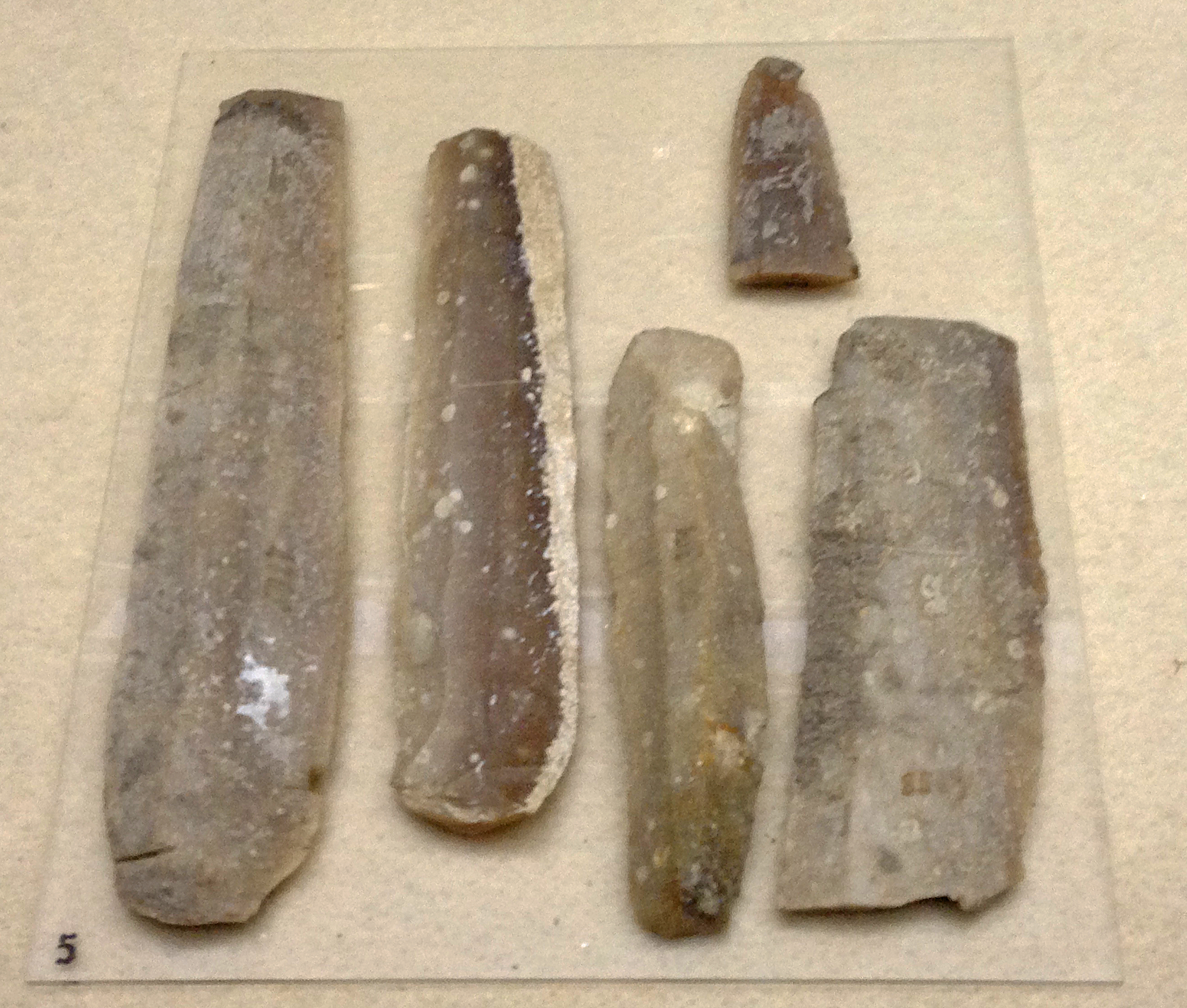
Silexklingen

Die Stentinello-Kultur ist eine nach der Fundstelle Stentinello bei Syrakus benannte jungsteinzeitliche Kulturgruppe der Cardial- oder Impressokultur auf Sizilien, Malta und im Süden Kalabriens (Capo Alfiere).  

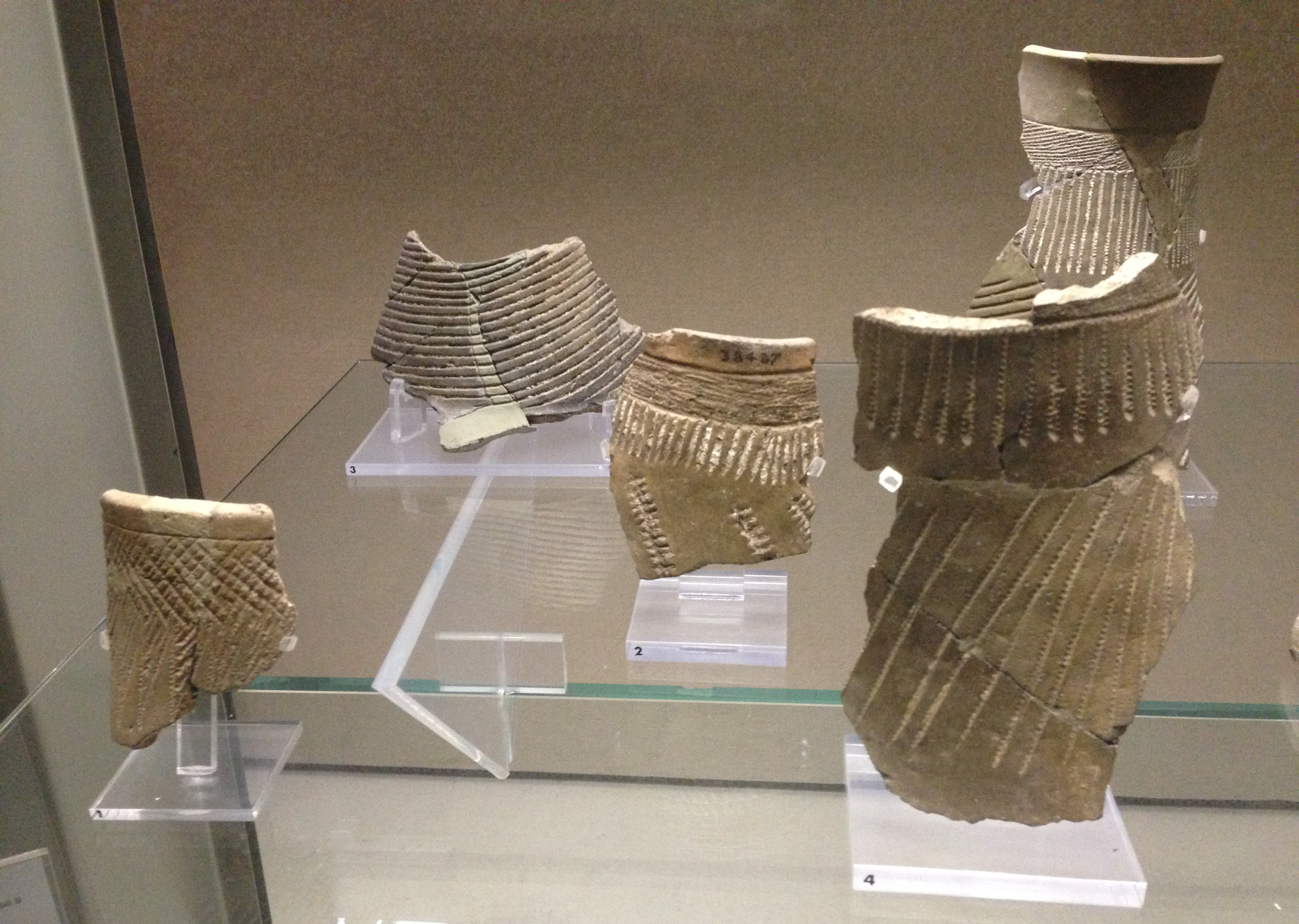
Keramikfragmente, Ende 6./1. Hälfte 5. Jahrtausend v. Chr.

Ihr Kennzeichen sind dreifarbig bemalte oder stempel- und stichelverzierte Keramiken ähnlich dem Serra d’Alto-Stil auf den Liparischen Inseln, mit Mäander-, Spiralen- und Zickzack-Mustern, sowie grazile Steingefäße aus Obsidian von den Liparischen Inseln. Die Keramik der späteren Diana-Kultur ist einfacher und rot monochrom verziert. Ackerbau, Tierhaltung und befestigte Siedlungen mit ovalen und runden Hütten sind belegt. 
Die frühen Träger der Kultur besiedelten etwa 6000 v. Chr. den Archipel von Malta. In der Spätphase zeichnen sich Verbindungen mit Kreta ab. Paolo Orsi (1859–1935) erforschte die Kultur, publizierte die Ergebnisse allerdings unvollständig. Nach S. Tine könnte die Ausbreitung des Guadone-Stils nach Ostsizilien zur Entstehung der Stentinello-Kultur beigetragen haben. Daraus folgt die Theorie eines noch nicht gefundenen Proto-Stentinello-Horizontes. Bei Stentinello befindet sich heute ein Dorf, welches die bemalten Keramiken nachahmt.
Die Funde in der Grotta dell'Uzzo (bei San Vito Lo Capo) im Westen der Insel sind von grundlegender Bedeutung für das Verständnis der Neolithisierung Siziliens. Die Ausgrabung zeigt eine klare Stratigraphie zwischen der Mitte des 9. und dem Anfang des 5. Jahrtausends v. Chr. Die verschiedenen Ebenen zeigen den Übergang vom Mesolithikum zum Neolithikum und dokumentieren die Strategien der Jäger und Sammler und die Einführung von Kulturpflanzen sowie das erste Auftreten von Töpferei in der Jungsteinzeit.
Die Subsistenzwirtschaft beschränkte sich nicht auf das Sammeln von Samen und Wildfrüchten, die Jagd (Reh, Wildschwein) spielte eine Rolle. Die Fischerei beruhte auch auf dem Walfang. Der Anstieg der Fischfauna bei den Tierresten in der frühen Jungsteinzeit kennzeichnet auch die gleichzeitigen Funde in der Franchthi Höhle in Griechenland. Unter den Steinwerkzeugen sind besonders Pfeilspitzen als Querschneider belegt. Der Übergang zur Jungsteinzeit scheint nach und nach erfolgt zu sein. Der Beginn der Landwirtschaft ab dem späten 6. und frühen 5. Jahrtausend v. Chr. wird durch Reste von Triticum dicoccum, Hordeum vulgare und Triticum aestivum belegt. 